# Cannonball (chanson de Damien Rice)
Pour les articles homonymes, voir Cannonball.
Singles de Damien Rice
The Blower's Daughter
(2001) Volcano
(2002)
Cannonball est une chanson écrite et interprétée par le chanteur irlandais Damien Rice.
Elle a été publiée comme étant le deuxième single de son premier album O, à la suite de la sortie du premier single The Blower's Daughter.
La chanson a été choisie comme étant le premier single des Little Mix, gagnantes de la huitième saison du télé-crochet The X Factor. Ce single sorti le 11 décembre 2011 s'est placé en tête des British et Irish Singles Charts dans la première semaine suivant sa sortie.
La chanteuse australienne Natalie Imbruglia a repris la chanson dans son album studio Male sorti en 2005.

## Sortie
En Irlande, le single a été publié comme un CD Maxi 45 tours en mai 2002 avec le label de l'artiste, Damien Rice Music. Il contenait une version remixée de la piste par Paul PDub Walton et Mark Stent plus une démo, un morceau live et une version instrumentale. Contrairement à la version album, le mix du single comprend de la batterie.
En Grande-Bretagne, le single a été publié en octobre 2003 par 14th Floor Records, sur un CD simple et sur un CD amélioré. Le CD amélioré contenait une exclusivité sur la face B, Moody Monday, et le clip de Cannonball. Il a été emballé dans une pochette ouvrante avec un poster. Le deuxième CD contenait des versions live de Cannonball, Amie et The Blower's Daughter, enregistrées en live à l'Union Chapel. Ce CD comprenait quatre cartes postales.
Le single a été réédité le 5 juillet 2004, avec un clip additionnel contenant deux remixes et une interview filmée ainsi qu'une biographie, montant à la #19 place.
Les versions single(qui sont au nombre de deux, avec des productions légèrement différentes) sont nettement différentes de la version originale présente sur l'album, avec de la production de fond et une voix plus rapide.
La chanson a été initialement publiée le 17 mai 2002 et n'a atteint aucune place dans les classements.
En 2003, elle a atteint le numéro 32 dans le UK Singles Chart sur les charts du 1er novembre 2003, retombant au numéro 57 la semaine suivante pour un total de seulement 2 semaines dans le classement.
Lors de sa réédition en 2004, la chanson a eu peu de succès, en entrant dans le UK Singles Chart au numéro 19 le 17 juillet 2004, puis retombant dans les charts. Elle est restée au total sept semaines dans le classement cette année. Cannonball a également atteint le numéro 21 dans le Irish Singles Chart.
La chanson a été rééditée en 2011, atteignant le numéro 13 le 22 septembre 2011 (semaine 38) dans le Irish Singles Chart. En raison d'une impressionnante et populaire audition de John Adams dans The X Factor, chantant une version acoustique dans le premier tour de auditions de 2011, Cannonball est ré-entrée dans le British Singles Chart le 24 septembre 2011 au numéro 39, et montant au numéro 9 dans la semaine du 1er octobre 2011 avant de retomber dans le classement.
En décembre 2011, la chanson s'est vendue au total à 191 696 exemplaires au Royaume-Uni.

## Liste des pistes
CD irlandais
1. Cannonball (Single Version)
2. Lonelily (Original Demo)
3. Woman Like a Man (Live Unplugged)
4. Cannonball (Album Instrumental Version)

CD britannique
1. Cannonball (live)
2. Amie (live)
3. The Blower's Daughter (live)

CD amélioré britannique
1. Cannonball (Radio Remix)
2. Moody Monday
3. Cannonball (Vidéo)

## Classements
| Classement (2003)              | Meilleure position |
| ------------------------------ | ------------------ |
| Royaume Uni (UK Singles Chart) | 32                 |
| Classement (2004)              | Meilleure position |
| Irlande (Irish Singles Chart)  | 21                 |
| Royaume-Uni (UK Singles Chart) | 19                 |
| Classement (2011)              | Meilleure position |
| Irlande (Irish Singles Chart)  | 13                 |
| Royaume-Uni (UK Singles Chart) | 9                  |

## Version des Little Mix
En 2011, le groupe britannique Little Mix reprend Cannonball pour la finale de la huitième saison de The X Factor. À la suite de leur victoire, leur version est publiée en tant que premier single le 11 décembre 2011. Little Mix et de l'éventuelle finaliste Marcus Collins ont interprété la chanson pendant la finale de la saison.  Amelia Lily, arrivée en troisième position, a également pré-enregistré sa version dans le studio, ce qui a fait les gros titres quand HMV l'a rendue disponible sur pré-commande sur leur site quelques jours avant la finale. HMV a plus tard présenté ses excuses et a déclaré que cela était dû à un problème technique.
Cannonball a fait ses débuts à la première place dans le UK Singles Chart, devenant le single le plus rapidement vendu de l'année 2011, mais également le premier single d'un gagnant de The X Factor le moins bien vendu depuis 2004. La semaine suivante, la première place fut prise par la Military Wives et, bien que Cannonball fut vendu à 390,000 exemplaires à compter de la fin de l'année 2011, le single a été le 41e plus vendu de l'année 2011 (17 000 exemplaires en dessous de Lego House de Ed Sheeran).

### Réception critique
Dans une revue positive, Robert Copsey de Digital Spy a donné à la chanson trois étoiles sur cinq, en déclarant: « Naturally the production has been given the deluxe valet, swapping the raw acoustics of the original for a Casio keyboard piano riff, fist-clenching strings and the inevitable key change. But credit where it's due, they've played around (or as Gary put it, Little Mixed) with it enough to distance themselves from the original. The next step? To break the girlband curse in the charts. »[réf. nécessaire]

### Clip
Le clip de Cannonball a été publié sur la page officiel Vevo des Little Mix le 20 décembre 2011. Il montre des images de leurs meilleurs moments tout au long de The X Factor, et leur interprétation de la chanson lors de la finale.

### Crédits et personnel
- Damien Rice – auteur-compositeur
- Richard Biff Stannard – producteur, claviers, programmation
- Ash Howes – producteur, claviers, programmation
- Steve Mac – producteur, claviers, programmation
- Chris Lois – claviers, programmation, mixage
- Dann Pursey – voix, basse et batterie
- Jez Ashurst – programmation, guitare acoustique
- Falaise Masterson – programmation supplémentaire, arrangement des cordes et des chœurs, chef d'orchestre
- Seton Intimider – guitare
- Steve Pearce – basse
- Neal Wilkinson – batterie
- Rolf Wilson – cordes
- Diva Singers - chœurs
- Emma Rohan – chœurs
- Jasette Amos – chœurs